# Ахмед Джевдет-паша
Ахмед Джевдет-паша (22, 26 или 27 марта 1827, Ловеч — 26 мая 1895, Константинополь) — османский учёный-историк, правовед, научный писатель, чиновник. Был одной из ключевых политических фигур в период реформ танзимат, возглавлял работы маджаллы по кодификации османского права, известен также как автор 12-томного труда по турецкой истории.

## Биография
Родился на территории современной Болгарии (в то время входившей в состав Османской империи) в знатной семье помаков, представители которой занимали различные административные, военные и церковные посты. В западной историографии датой его рождения принято считать 27 марта 1827 года, хотя согласно османским источникам он родился 27 джумада ас-сани или 3 раджаба, что соответствует 22 или 26 марта по григорианскому календарю. При рождении получил имя Ахмед; имя Джевдет взял себе в качестве псевдонима в 1843 году.
В 1839 году при поддержке своего дяди отправился в Константинополь, поступив учиться в медресе при мечети Фатих. Там он был одним из самых богатых студентов, имея возможность нанимать бедных сокурсников для приготовления ему пищи и уборки комнаты, сам посвящая освобождающееся время изучению алгебры и геометрии в военно-инженерном училище под руководством Нури-бея. Известно, что в период обучения он занимался изучением поэзии, а также читал труды многих османских историков.
В 1844 году получил должность кади, с 1845 года получил право преподавания в мечети Фатих, затем некоторое время был домашним учителем в семье великого визиря Мустафы Рашида-паши, в это же время активно занимался изучением французского языка. 13 августа 1850 года по рекомендации Рашида-паши возглавил первое в Османской империи педагогическое училище, а также стал главным писцом в составе совета по образованию, готовившего нормативы для светских школ. В конце 1851 года вошёл в состав Османской академии (тур. Encümen-i Daniş), где с 1853 года занялся исторической работой. С 1855 по 1861 или январь 1866 года был придворным историком османского султана; с 1856 года, в дополнение к светским обязанностям, являлся кади Галаты, в том же году женился.
В 1857—1858 годах, пользуясь покровительством ставшего в шестой раз великим визирем Рашида-паши, входил в состав Высшего совета по реформам Танзимат, курируя вопросы землепользования и кадастра; в отношении многих предлагаемых реформ стоял на консервативных позициях. В 1861 году был направлен в Албанию для проведения там административной реформы, в 1863—1864 годах служил генеральным инспектором в Боснии; в 1866 году был назначен губернатором провинции Халеб, основав там журнал «Fırat». 6 марта 1868 года возглавил выделенное из состава верховного суда судебное управление (тур. Divan-ı Ahkam-ı Adliye) и в том же году — общество просвещения. В период 1873—1876 года несколько раз занимал должности министра благочестивых дел и министра образования; последний пост занимал в общей сложности на протяжении 22-х месяцев и провёл несколько школьных реформ. 5 апреля 1868 года стал министром юстиции и работал на этом посту два года; в 1874 году некоторое время вновь был министром юстиции. В 1876 году служил генеральным инспектором в Румелии, занимаясь в том числе подавлением восстания болгар; в 1876 году был назначен губернатором Сирии и вновь министром юстиции; в 1878 году был министром внутренних дел, в 1878 году министром благочестивых дел, в 1879 году министром торговли и в 1880—1882 годах вновь министром юстиции. В 1880 году его усилиями при Константинопольском университете был основан юридический факультет. В 1882 году оставил должность главы судебного управления, на четыре с половиной года уйдя с государственной службы и занимаясь исключительно воспитанием своих детей и научной работой. В 1886 году вновь занял пост министра юстиции, оставаясь на этой должности до 1890 года, после чего окончательно вышел в отставку и последние годы жизни посвятил историческим исследованиям. Скончался в собственном особняке, похоронен в саду мечети Фатих.
За свою жизнь написал большое количество исторических, юридических, филологических трудов, в том числе «Каваид-и Османийе» («Османский язык», 1850; грамматика османского языка, написана совместно с Фуадом-пашой), 12-томную историю Османской империи под названием «Тарих-и Джевдет» («История Джведета-паши», 1852—1882), 17-томный гражданский кодекс на основе ханифитской правовой школы, действовавший в Турции до 1926 года.

### Личная жизнь
У Джевдет-паши было трое детей: сын Али Седат (1857—1900) и две дочери, Фатма Алийе Топуз (1862—1936), которая считается одной из первых турецких писательниц, и Эмине Семие Онасья (1864—1944), которая считается одной из первых турецких суфражисток и политических активисток.